# Schreibach (Sagenbach)
Der Schreibach ist ein Fließgewässer in Bayern, der in der Nähe des Schwarzen Kreuzes von rechts in den Sagenbach mündet. 

## Verlauf
Der Schreibach entsteht westlich des Lapbergsattels, fließt westwärts in einer sich zunehmend vertiefenden Schlucht, nimmt dort von Süden auf 912 m Höhe den Rißergraben auf. Nach Verlassen dieser Schlucht mündet er nach kurzem Lauf im Sagenbachtal von rechts in den Sagenbach. 